# Лісна сільська рада
Лісна́ сільська рада (рос. Лесной сельский совет) — сільське поселення у складі Бійського району Алтайського краю Росії.
Адміністративний центр — село Лісне.

## Населення
Населення — 2227 осіб (2019; 2280 в 2010, 2168 у 2002).

## Склад
До складу сільської ради входять:
| Населений пункт   | Населення, осіб (2002) | Населення, осіб (2010) |
| ----------------- | ---------------------- | ---------------------- |
| Амурський, селище | 327                    | 289                    |
| Лісне, село       | 2108                   | 1991                   |